# Rhee
Pour les articles homonymes, voir Rhee (homonymie).
Rhee est un hameau situé dans la commune néerlandaise d'Assen, dans la province de Drenthe.